# يوغي كيشيوكو
يوغي كيشيوكو (باليابانية: 岸奥 裕二) (مواليد 2 أبريل 1954)، هو لاعب كرة قدم ياباني سابق كان يلعب كمدافع. سبق له أن لعب مع منتخب اليابان.

## وصلات خارجية
- يوغي كيشيوكو على موقع ناشيونال فوتبول تيمز (الإنجليزية)

- National Football Teams
- Japan National Football Team Database